# Balkan Cup 1932
Balkan Cup 1932 – trzecia edycja turnieju piłkarskiego Balkan Cup, który odbył się w stolicy Jugosławii Belgradzie na przełomie czerwca i lipca 1932.
Zwyciężyła po raz drugi w historii reprezentacja Bułgarii. Areną zmagań był Stadion Beogradski SK w Belgradzie, na którym rozegrano wszystkie spotkania.

## Tabela końcowa
| Drużyna    | Mecze | Zwycięstwa | Remisy | Porażki | Zdobyte bramki | Stracone bramki | +/- | Pkt |
| ---------- | ----- | ---------- | ------ | ------- | -------------- | --------------- | --- | --- |
| Bułgaria   | 3     | 3          | 0      | 0       | 13             | 0               | +13 | 6   |
| Jugosławia | 3     | 2          | 0      | 1       | 9              | 8               | +1  | 4   |
| Rumunia    | 3     | 1          | 0      | 2       | 2              | 11              | -9  | 2   |
| Grecja     | 3     | 0          | 0      | 3       | 3              | 8               | -5  | 0   |

## Wyniki
W ramach turnieju Balkan Cup 1932 rozegrano 6 spotkań, w których zdobyto łącznie 24 bramki.
| 26 czerwca 1932 | Bułgaria             | 2:0   | Rumunia |                                                                  |
| 15:30           | Asen Peszew 65', 89' | (0:0) |         | Stadion Beogradski SK, Belgrad Widzów: 5000 Sędzia: Mika Popović |
| 15:30           | Penko Rafaiłow 7'    | (0:0) |         | Stadion Beogradski SK, Belgrad Widzów: 5000 Sędzia: Mika Popović |

| 26 czerwca 1932 | Jugosławia | 7:1   | Grecja          |                                                                    |
| 17:30           | Aleksandar Tirnanić 5'Svetislav Glišović 15'Dobrivoje Zečević 26', 84'Aleksandar Živković 51' (k), 62' (k)Đorđe Vujadinović 80' | (3:1) | 4' Nikos Kitsos | Stadion Beogradski SK, Belgrad Widzów: 10000 Sędzia: Denis Xifandu |

| 28 czerwca 1932 | Grecja | 0:3   | Rumunia                                                   |                                                                      |
| 17:30           |        | (0:3) | 6' Gheorghe Ciolac 9' Alexandru Schwartz 16' Iuliu Bodola | Stadion Beogradski SK, Belgrad Widzów: 2500 Sędzia: Stefan Czumpałow |

| 30 czerwca 1932 | Jugosławia                   | 2:3   | Bułgaria                                               |                                                                         |
| 17:30           | Aleksandar Živković 84', 89' | (0:2) | 4' Lubomir Angełow 9' Asen Panczew 47' Michaił Łozanow | Stadion Beogradski SK, Belgrad Widzów: 6200 Sędzia: Stawros Chatzopulos |

| 2 lipca 1932 | Bułgaria                               | 2:0   | Grecja |                                                                  |
| 17:30        | Lubomir Angełow 71'Asen Peszew 85' (k) | (0:0) |        | Stadion Beogradski SK, Belgrad Widzów: 3500 Sędzia: Radu Istrate |

| 3 lipca 1932 | Jugosławia                                                        | 3:1   | Rumunia           |                                                                         |
| 17:30        | Dobrivoje Zečević 21'Aleksandar Živković 30'Đorđe Vujadinović 42' | (3:1) | 36' Miklós Kovács | Stadion Beogradski SK, Belgrad Widzów: 8000 Sędzia: Stawros Chatzopulos |

## Strzelcy
| LP.                 | Zawodnik | Bramki |
| ------------------- | -------- | ------ |
| 1.                  |          |        |
| Aleksandar Živković | 5        |        |
| 2.                  |          |        |
| Asen Peszew         | 3        |        |
| Dobrivoje Zečević   | 3        |        |
| 3.                  |          |        |
| Lubomir Angełow     | 2        |        |
| Đorđe Vujadinović   | 2        |        |

## Zwycięzca
| Zwycięzca Balkan Cup w sezonie 1932 |
| ----------------------------------- |
| Bułgaria                            |